# 疑問文
疑問（ぎもん、英: interrogative）とは、典型的な場合として質問者が相手に答と言う形で情報の提示を求める際に用いられる様々な形式をとる言語表現のことである。あるいは、疑問とは応答要求それ自体を指し、疑問文は単にそれを表現する文であるとも言ってもよいが、ここでは疑問文についての解説を行う。
疑問文は例えば、命令が応答を期待して使われるのと同様である点で他の要求表現と類似のものである。
実際"Would you pass the butter?"（バター、とってくれません？）のような表現では疑問文という文法形式を採用しているが、機能は答ではなく行動の要求である；このような表現は、ここではむしろ要求として扱うことにする。
疑問文は多くの副次的用法を持つ：哲学的問いとして質問者に探求の方向を示す。修辞疑問文（反語など）は要点を強調するために発せられ、答は期待されていない（多くの場合答は疑問文自体に含まれるか、明白かである）。"Have you stopped beating your wife?"（もう奥さんをなぐっていないだろうね？）のような前提的疑問文は、答えうるものが何であれ、その人が断定しようと望んでいること以上の情報を含んでしまうだろうから、冗談として用いられたり、相手を困らせるために用いられたりする場合がある。疑問文は芸術作品や文学作品の題としても使われうる（例えばトルストイの短編en:How Much Land Does a Man Need?や映画en:What About Bob?）。

## 文法
文法においては、多くの言語で統語法によって、命題を指示する平叙文から疑問文を区別する。疑問であることを表示するために次のような方法が用いられる：
- 平叙文とは異なる音調（多くは、文末にかけての上昇調）
- 有標の語順（wh移動を参照）
- 疑問法あるいは接続法などの他の動詞屈折
- 助辞（cf. 日本語の「か」、北京官話の「嗎」）

異なるタイプの疑問文にそれぞれ異なる方法を用いて区別する場合のほか、上述の方法を複合的に用いる場合もある。例えば、英語は語順の変更という統語的な方法を通常の疑問文に用いるが、上昇調に頼る場合や、"You did what?"のように（強調）疑問文のように語順は変えずに焦点を置く語に強勢の卓立を施す場合もある。
スペイン語は疑問代名詞を含む場合（諾否疑問文を除く）に限り、語順を変更させる。
英語等、ローマ字（ラテン文字）を表記とする言語では、疑問符（またはスペイン語では前後に対として）で正書法上の疑問文の指定を行う。

## 疑問文と答
基本的な疑問文の形式としては、文の肯定か否定かを問う諾否疑問文と、文のある部分を疑問詞で示し、それに対する答を問う疑問詞疑問文がある。そのほかに、文中に肯定・否定を示してそのいずれかを問う反復疑問文（中国語でよく使われる）と、文中に選択肢を示してそのどれかを問う選択疑問文がある。
答としては、諾否疑問文・反復疑問文に対しては肯定・否定のいずれか、疑問詞疑問文・選択疑問文に対しては具体的な語句が求められる。諾否疑問文に対する答としては、イエス・ノーに対応する語を用いる言語が多いが、それらの用法は言語によって異なるし、またこのような語を持たず具体的な肯定文・否定文で答えるような言語もある。
例：否定疑問文に対して肯定の答

- ⇒Yes（英語）
- ⇒いいえ（日本語）
- ⇒Si（フランス語）(勧誘・提案の否定疑問文に対しての肯定はOui)

## 知識獲得
疑問文は固有の研究領域における最初期の段階の知識獲得に用いられる。科学的方法において、疑問文の設定はしばしば探求の基礎を構成し、観察から仮説形成の段階への移行と見なされうる。あらゆる世代の学生は特定の課題に関する知識獲得において疑問文を用い、学生に探求可能な設問を立てさせる技能は研究者育成の中核をなす。この学生に問いを投げかけるソクラテス的方法は教師が学生に、直接答を教えずに真理へと向かわせる方法として使われることがあり、そして学生が論理的帰結を導く助けとなる。